# Ludovico Ferrari
Pour les articles homonymes, voir Ferrari.
Lodovico Ferrari (2 février 1522 - 1565) est un mathématicien italien du XVIe siècle.

## Biographie
Né à Bologne, Lodovico Ferrari est l'élève et le collaborateur de Jérôme Cardan. Il est extrêmement brillant et Cardan commence à lui enseigner les mathématiques.
Il est célèbre pour avoir résolu l'équation du quatrième degré en la ramenant à une équation du troisième degré (voir « Méthode de Ferrari »).
Ferrari prend sa retraite relativement jeune (43 ans) et assez riche. Il retourne dans sa ville natale pour tenir un poste de professeur de mathématiques en 1565. Quelque temps plus tard, il meurt d'un empoisonnement à l'arsenic, apparemment assassiné par sa sœur.